# Lynn Goldsmith
Lynn Goldsmith (* 11. Februar 1948 in Detroit, Michigan) ist eine US-amerikanische Regisseurin, Fotografin, Songwriterin und Musikerin. Bekannt wurde sie vor allem durch ihre Fotos aus der Welt der Rockmusik.

## Biografie
Geboren 1948 in Detroit, Michigan, besuchte Lynn Goldsmith die High School in Miami, Florida. An der University of Michigan graduierte sie in Anglistik und Psychologie. Nach dem Abschluss arbeitete sie für Elektra Records, wo sie unter anderem als eine der Ersten Werbefilme für Musiker schuf. Für einen Radiospot gewann sie einen Clio Award.
Ab 1971 arbeitete Goldsmith als Regisseurin für Joshua White, dessen Firma Joshua Television eine der ersten war, die Großbildschirme bei Rockkonzerten einsetzten. Im gleichen Jahr wurde sie als jüngstes Mitglied in die Directors Guild of America aufgenommen. 1972 führte sie Regie bei ABCs Fernsehserie „In Concert“, in der Konzerte von Rockbands gezeigt wurden. Nachdem Goldsmith 1973 für ABC die Dokumentation We’re an American Band über die Rockgruppe Grand Funk Railroad gedreht hatte, wurde sie Co-Managerin der Band.
Mitte der 1970er Jahre wandte sie sich verstärkt der Fotografie zu. Sie baute eine Agentur auf, die sich auf Fotos aus der Unterhaltungsindustrie spezialisierte. Die Agentur vertrat mit der Zeit über 200 Fotografen weltweit.
1983 veröffentlichte Goldsmith unter dem Pseudonym Will Powers das Album Dancing for Mental Health, bei dem so bekannte Musiker wie Steve Winwood, Sting, Todd Rundgren und Carly Simon mitwirkten. Die ausgekoppelte Single Kissing With Confidence erreichte in Großbritannien Platz 3 der Charts.
1997 verkaufte Goldsmith ihre Agentur, um sich vollständig der Arbeit als Fotografin zu widmen.

## Werke
Fotos von Lynn Goldsmith wurden in zahlreichen Solo- und Gruppenausstellungen gezeigt und in etlichen Büchern veröffentlicht. Sie fotografierte für Magazine wie Time, Life, Rolling Stone und viele mehr. Sie schuf mehr als 100 Albumcover. Ihre Fotos befinden sich unter anderem in den Sammlungen der Smithsonian Institution, des Museum of Modern Art und der Rock and Roll Hall of Fame.

## Auszeichnungen
Das Werk von Lynn Goldsmith wurde vielfach ausgezeichnet, etwa mit dem World Press Photo Award in Porträtfotografie, dem Lucien Clergue Award und mehreren Auszeichnungen des Art Directors Club. Ihr Buch New Kids stand auf der Bestsellerliste der New York Times.